# 東惣介
東 惣介（あずま そうすけ、1988年〈昭和63年〉9月9日 - ）は、日本のAV男優。所属事務所はプライムエージェンシー。
ニックネームは「鼠径部のマエストロ」。

## 経歴
愛知県出身。県議会議員秘書を経て、2016年3月、SILK LABOの配信先行作品『lie』でエロメン（AV男優）としてデビューする。
同年3月、SILK LABOとGIRL'S CHが旗揚げした劇団Rexyの第2回公演『7人のギャングスター』で舞台デビュー。同年5月にはSILK LABOのアダルト作品『素直になれない恋人たち 2nd season』の先行配信動画に出演し、エロメンとしての活動を本格的に開始した。
2017年4月からは渋谷クロスFMの情報番組『BUZZ MOVIES』にゲストMCとして出演したり、AbemaTVのバラエティ番組『指原莉乃&ブラマヨの恋するサイテー男総選挙』にレギュラー出演したりするなど、タレントとしての活動も始動させている。

## 人物・エピソード
- AV男優になったきっかけ：「そこに女体があったから[6]」
- 趣味：散歩 ドライブ カラオケ
- 特技：人とすぐ仲良くなること、子宮に響く50音で口説くこと[7]
- 好きな食べ物：サバ
- 嫌いな食べ物：そば（アレルギー）
- 休日の過ごし方：先輩の作品を見る
- 座右の銘：「あなたに寄り添います」
- 女性にして欲しいコスプレ：ウェディングドレス

## アダルトDVD

### SILK LABO
2016年
- Triangular Of the Beginning（2016年7月7日、SILK LABO SILKレーベル）
- 素直になれない恋人たち 2nd season 「just the way you are」（2016年8月6日、SILK LABO SILKレーベル）
- ドラマじゃないモン!! 〜さえない一般人の私に訪れた夢みたいなスキャンダル〜（2016年12月8日、SILK LABO SILKレーベル）

2017年
- The Best Collection Ⅵ（2017年6月1日、SILK LABO SILKレーベル）
- 1/7 -ナナブンノイチ- “運命の男”を探す、濃厚すぎる一週間（2017年8月10日、SILK LABO SILKレーベル）

2018年
- 凸凹Night School アンタなんかお断り!（2018年8月9日、SILK LABO SILKレーベル）

2019年
- another sideⅡ（2019年4月11日、SILK LABO SILKレーベル）
- さくらんぼ事変 〜実は××なんです!〜（2019年7月11日、SILK LABO SILKレーベル）
- 恋するサプリ3錠目 -不器用なカレ-（2019年8月8日、SILK LABO SILKレーベル）
- 四六時中発情中（2019年10月10日、SILK LABO SILKレーベル）

2020年
- こじらせ男の処方箋（2020年1月9日、SILK LABO SILKレーベル）

### Sexy Prince
2019年
- ボーイフレンド 〜東 惣介〜（2019年8月23日）

### GIGA
2019年
- 聖獣姫ラ・ムーラ 正義の戦士グッドマン危機一髪（2019年9月27日）
- 悪の女戦士アクセルガールDarkness 〜アクセルマン危機一髪〜（2019年12月27日）

2020年
- ドS女格闘家 火鷹舞 悪のイケメン幹部逆凌●（2020年1月24日）
- イケメンヒーロー女装調教 〜魔少女ベルバルラの恐怖〜（2020年4月24日）
- 美少女ヒロイン愛玩具 美少女戦士セーラーフリージア（2020年9月25日）
- 美少女仮面オーロラ 侮辱遊戯 Insult Amusement（2020年11月13日）

## ネット配信

### SILK LABO
2016年
- lie（2016年3月4日公開、SILK LABO COCOONレーベル）
- true heart（2016年6月2日公開、SILK LABO COCOONレーベル）
- pamper（2016年7月14日公開、SILK LABO COCOONレーベル）
- what's your name?（2016年7月14日公開、SILK LABO COCOONレーベル）
- tell me（2016年9月1日公開、SILK LABO COCOONレーベル）
- confession（2016年9月21日公開、SILK LABO COCOONレーベル）
- she is…（2016年10月20日公開、SILK LABO COCOONレーベル）
- taste of kiss（2016年11月4日公開、SILK LABO COCOONレーベル）

2017年
- new life（2017年1月12日公開、SILK LABO COCOONレーベル）
- update（2017年2月16日公開、SILK LABO COCOONレーベル）
- sage's time（2017年3月9日公開、SILK LABO COCOONレーベル）
- rewind（2017年5月18日公開、SILK LABO COCOONレーベル）
- surprise（2017年7月12日公開、SILK LABO COCOONレーベル）
- selfish prince（2017年9月15日公開、SILK LABO COCOONレーベル）
- goodnight（2017年11月10日公開、SILK LABO COCOONレーベル）

2018年
- 飲み過ぎた夜、憧れの上司に介抱されて…（2018年1月19日公開、SILK LABO VR）
- Blue-結婚前夜-（2018年4月26日公開、SILK LABO UNDRESSレーベル）
- 哀しみの獣（2018年6月27日公開、SILK LABO UNDRESSレーベル）
- ラストフレンド（2018年7月28日公開、SILK LABO SILKレーベル）
- finaly（2018年10月29日公開、SILK LABO COCOONレーベル）
- good girl（2018年11月21日公開、SILK LABO UNDRESSレーベル）
- PS. I love you（2018年12月21日公開、SILK LABO SILKレーベル）

2019年
- be mine（2019年2月26日公開、SILK LABO UNDRESSレーベル）
- たとえ、誰かの代わりだとしても（2019年6月26日公開、SILK LABO UNDRESSレーベル）
- 笑いのたえないおしゃべりエッチ 東惣介（2019年7月26日公開、SILK LABO BodyTalkレーベル）
- sleeping room（2019年9月6日公開、SILK LABO UNDRESSレーベル）
- be together（2019年11月29日公開、SILK LABO SILKレーベル）

2020年
- 逆らえない愛に堕ちて（2020年6月11日公開、SILK LABO SILKレーベル）
- キモチいいを追求する丁寧エッチ♡ 東惣介（2020年7月4日公開、SILK LABO Body Talkレーベル）

2022年
- 恥ずかしがりながら高まる照れ笑いエッチ 東惣介（2022年6月17日公開、SILK LABO BodyTalkレーベル）
- 恋を諦めないで（2022年8月3日公開、SILK LABO SILKレーベル）
- 最後の夜だから（2022年10月5日公開、SILK LABO UNDRESSレーベル）
- プロミス・アゲイン（2022年12月21日公開、SILK LABO SILKレーベル）

### GIRL'S CH
2016年
- 僕だけの君 〜狂おしくて壊れそうなほど愛してる〜（2016年9月23日公開）
- 燃えるなよ剣 エロチック外伝 〜遥かなる時空を超えて〜（2016年11月18日公開）

### HimeMix
2016年
- No.783 YUU 前編（2016年2月4日公開）
- No.784 YUU 後編（2016年2月8日公開）
- No.785 EMA（2016年2月10日公開）
- No.787 EMA（2016年2月25日公開）
- No.807 東惣介のセフレ RAN（2016年7月7日公開）
- No.809 東惣介のセフレ SAE（2016年7月21日公開）
- No.811 東惣介のセフレ MIO（2016年8月4日公開）
- No.823 AI（2016年10月27日公開）
- No.825 NOZOMI（2016年11月10日公開）

2017年
- No.834 YUU（2017年1月12日公開）
- No.839 YUURI（2017年2月16日公開）
- No.851 MIO（2017年5月11日公開）
- No.860 YUI（2017年7月13日公開）

## 映画

### Vシネマ
- ヒロインアルティメットピンチ 聖拳戦隊ブローレンジャー 〜ブローピンクはもう誰も愛せない〜（2020年9月11日公開、ZENピクチャーズ）

## 出演番組

### テレビドラマ
- 真夜中ドラマJ 逃亡花（2018年5月12日 - 7月7日、BSジャパン）
- 全裸監督 第3話[8]（2019年、Netflix）

### テレビ番組
- じっくり聞いタロウ～スター近況(秘)報告～（2020年7月2日、テレビ東京）[3]

### ラジオ番組
- BUZZ MOVIES（2017年4月5日 - 2018年、渋谷クロスFM） - ゲストMC（不定期）

### インターネット番組
- 指原莉乃&ブラマヨの恋するサイテー男総選挙（2017年4月11日 - 、AbemaTV・AbemaSPECIAL） - レギュラー
- プライム学園高等部 球技大会 2018秋（2018年12月20日[9] - 、pafan!） - 白組
- 極楽とんぼKAKERUTV（2019年1月10日、AbemaTV）

## 舞台

### 劇団Rexy
- 7人のギャングスター（2016年3月18日 - 21日、新宿シアターモリエール）
- 燃えるなよ剣（2016年10月13日 - 16日、DDD青山クロスシアター）

## 出版物

### 雑誌
- an・an（マガジンハウス）
  - No.2016 DVD「in her case ずっと、彼を求めてた」 case_01『越えちゃったね』（2016年8月10日発売）
  - No.2065（2017年8月9日発売） - グラビア
  - No.2114 DVD「Love in Comfort 優しさに包まれて」 episode 3『風邪をひいた夜』（2018年8月8日発売）